# كاثرين ماري ستيوارت
كاثرين ماري ستيوارت هي ممثلة كندية، ولدت في 22 أبريل 1959 في كندا.

## وصلات خارجية
- كاثرين ماري ستيوارت على موقع IMDb (الإنجليزية)
- كاثرين ماري ستيوارت على موقع ألو سيني (الفرنسية)
- كاثرين ماري ستيوارت على موقع تيرنر كلاسيك موفيز (الإنجليزية)
- كاثرين ماري ستيوارت على موقع أول موفي (الإنجليزية)
- كاثرين ماري ستيوارت على موقع قاعدة بيانات الأفلام السويدية (السويدية)
- كاثرين ماري ستيوارت على موقع إن إن دي بي (الإنجليزية)
- كاثرين ماري ستيوارت على موقع قاعدة بيانات الفيلم (الإنجليزية)
- كاثرين ماري ستيوارت على موقع كينوبويسك (الروسية)